# خسروآباد (درمیان)
خسرواباد روستایی در دهستان فخررود بخش قهستان شهرستان درمیان استان خراسان جنوبی ایران است. بر پایه سرشماری عمومی نفوس و مسکن در سال ۱۳۹۰ جمعیت این روستا ۴۶۱ نفر (در ۱۲۹ خانوار) بوده‌است.